# Dusona vidua
Dusona vidua là một loài tò vò trong họ Ichneumonidae.